# Herdmania momus
Herdmania momus is een zakpijpensoort uit de familie van de Pyuridae. De wetenschappelijke naam van de soort werd in 1816 voor het eerst geldig gepubliceerd door Marie Jules César Savigny. De solitair-levende Herdmania momus is een van de meest voorkomende soorten zakpijpen in de subtropische wateren.